# (22080) Emilevasseur
(22080) Emilevasseur (2000 AS161) – planetoida z grupy pasa głównego asteroid okrążająca Słońce w ciągu 3,59 lat w średniej odległości 2,34 j.a. Odkryta 4 stycznia 2000 roku.